# Morgan Chedhomme
Morgan Chedhomme  (né le 22 août 1985 à Aubergenville) est un coureur cycliste français. Il a fait ses débuts professionnels en 2008 au sein de l'équipe Auber 93.

## Biographie
Morgan Chedhomme à Juziers (Yvelines) le 3 mai 1997, en étant affilié en UFOLEP. Il pratique d'abord le VTT en participant à des rassemblements d'écoles de cyclisme. En catégorie minime première année, il gagne cinq courses et jongle entre deux disciplines : le VTT et la route. Dans sa seconde année, il obtient seize victoires dont le championnat des Yvelines sur route.
En 2001, en première année de cadet, il gagne 15 fois. Il participe à son premier championnat de France UFOLEP où il termine à la seizième place. Ce championnat est également le dernier en UFOLEP pour Morgan Chedhomme, qui s'affilie à la Fédération française de cyclisme (FFC). Sous les couleurs de Limay (Yvelines), il arrive à emporter sa première victoire en FFC dans les derniers mois de la saison.
En 2002, en FFC, Morgan dispute sa première année junior au sein de l'AS Chatou. Il obtient quelques places d'honneur et devient vice-champion des Yvelines du contre-la-montre. Pour sa seconde année chez les juniors, il participe aux challenges nationaux et au championnat de France de l'Avenir à Cusset sous les couleurs de la sélection Île-de-France. En 2003, il obtient cinq victoires dont le championnat d'Île-de-France junior et son passage en National pour la saison 2004.
Le passage en National est difficile mais sert d'apprentissage. Morgan Chedhomme devient champion des Yvelines du contre-la-montre. Au cours de cette année, il renouvelle son titre de champion d'Île-de-France contre-la-montre espoirs, devient champion des Yvelines en ligne et en contre-la-montre par équipe. Après son année décevante, il intègre le Club VC Les Mureaux en Régional. Il gagne cinq fois dans cette catégorie et obtient un nouveau passage en catégorie supérieure en cours d'année. Il commence bien cette saison en National. Il acquiert les quatre victoires nécessaires pour le passage en élite. Il obtient toutes ses victoires en solitaire. Il redevient champion régional du contre-la-montre espoirs et participe au championnat de France de l'Avenir contre-la-montre où il termine à la neuvième place. Après son passage en élite, Morgan intègre le CA Mantes-la-Ville avec lequel il signe des places d'honneur et gagne le contre-la-montre de la fédérale espoirs d'Ancelle.
Au début de l'hiver, Morgan Chedhomme rejoint le CM Aubervilliers 93-BigMat, équipe "réserve" de l'équipe professionnelle Auber 93. Il se distingue en partageant le titre d'Île-de-France cyclo-cross espoirs avec Arnold Jeannesson. Il participe donc au championnat de France où il termine treizième. Il s'empare encore du titre de champion régional contre-la-montre et termine à la septième place du championnat de France du contre-la-montre. Il confirme dans cette discipline en remportant le contre-la-montre du Tour de la Manche. Au total, il compte quatre victoires et plusieurs places d'honneur dont la neuvième place au championnat de France de l'Avenir en ligne. Il obtient sa place de stagiaire chez Auber 93 pour l'été, puis signe son premier contrat professionnel pour la saison 2008.
En 2008, Morgan Chedhomme termine quatrième du Trophée des grimpeurs et septième du Grand Prix de Fourmies. L'année suivante, il remporte le prologue du Tour de Normandie. Fin 2009, son contrat n'est pas reconduit chez Auber 93 pour la saison suivante.
En 2010, Morgan Chedhomme rejoint le CC Nogent-sur-Oise.

## Palmarès sur route
| - 2003 - Champion d'Île-de-France sur route juniors - 2006 - Champion d'Île-de-France du contre-la-montre espoirs - 2007 - 3e étape du Tour de la Manche (contre-la-montre) | - 2008 - Étoile d'or - 2009 - Ronde du Pays basque - Prologue du Tour de Normandie |

## Palmarès en cyclo-cross
| - 2011-2012 - Cyclo-cross de La Ferté-Gaucher - Cyclo-cross de Vallangoujard - Cyclo-cross de Sannois - 2012-2013 - Cyclo-cross de Soisy-sous-Montmorency - Cyclo-cross de La Ferté-Gaucher - Cyclo-cross de Persan - 2013-2014 - Cyclo-cross de Soisy-sous-Montmorency - Cyclo-cross de Nointel - 2014-2015 - Cyclo-cross d'Argenteuil (avec Émeric Choisy) - Cyclo-cross de Ménilles - 2015-2016 - Souvenir Clément Le Bras, Bessancourt - Cyclo-cross de Saint-Martin-du-Tertre - Cyclo-cross de Montgeron - Cyclo-cross de Souppes-sur-Loing - Cyclo-cross de La Ferté-Gaucher | - 2016-2017 - Cyclo-cross de Mende - Cyclo-cross de Rodez - Souvenir Sébastien Garro, Mandelieu-la-Napoule - Cyclo-cross de Nîmes - Cyclo-cross des abattoirs de Montauban - 2017-2018 - Champion de France de cyclo-cross masters 1 (30-34 ans) - Cyclo-cross de Mende - Cyclo-cross de la colline Saint-Eutrope, Orange - Cyclo-cross des abattoirs de Montauban - Cyclo-cross de Saint-Ferréol - Cyclo-cross de Rocheville - Cyclo-cross de Béziers - 2018-2019 - Cyclo-cross de Béziers |